# جرمین تیلور
جرمین تیلور (انگلیسی: Jermain Taylor؛ زادهٔ ۱۱ اوت ۱۹۷۸) بوکسور اهل ایالات متحده آمریکا است.